# Wiki estructurada
Un wiki estructurado proporciona una manipulación parecida a una base de datos de campos almacenados en páginas, y por lo general ofrecen una extracción y presentación del lenguaje o margen con la funcionalidad algo similar a SQL

## Introducción
Wikis típicamente son usados como compartido whiteboards que permite a usuarios para añadir, quitar, o de otra manera corregir todo el contenido muy rápida y fácilmente. La facilidad de interacción y operación hace a una wiki plana un instrumento eficaz para la escritura de colaboración y para compartir el conocimiento.
Los sistemas de base de datos no son muy idóneos para mantener el contenido en colaboración, pero ellos contienen datos sumamente estructurados, ofrecen un fácil reporte, y soportan el volumen de trabajo.
Un wiki estructurado combina los beneficios de la aparentemente contradicción de los mundos de las wikis planas y los sistemas de base de datos. Esto le da un entorno de base de datos de colaboración, donde el conocimiento puede ser compartido libremente, y donde la estructura puede ser añadida como se necesite. En un wiki estructurado, los usuarios pueden crear Wikis muy específica a sus necesidades.

## Comparando las wikis planas, los sistemas de base de datos y un wiki estructurado
| Características        | Wikis planas                                                                | Sistemas de base de datos                                                         | Wiki estructurada                                                                                      |
| ---------------------- | --------------------------------------------------------------------------- | --------------------------------------------------------------------------------- | --- |
| Creación de contenido: | Colaborativo, orgánico                                                      | Altamente estructurado, formato predeterminado                                    | Ambos (caso a caso)                                                                                    |
| Estructura:            | Simple: Hiperenlaces, jerarquía de páginas, páginas etiquetadas, categorías | Tablas, filas, relaciones                                                         | Ambos (caso a caso)                                                                                    |
| Informe:               | Informes fijos (recientes cambios, etc)                                     | Capacidades de informe extensas, también los usuarios generan informes (reportes) | Ambos                                                                                                  |
| Seguridad:             | basada en la comunidad con seguridad ligera (soft security)                 | Control de acceso                                                                 | Ambos (caso a caso)                                                                                    |
| Aplicación creada por: | N/A                                                                         | Programadores, analistas de base de datos (servicio informativo)                  | Usuarios finales ("cambio de paradigma de Visual Basic")                                               |
| Metodología de diseño: | N/A                                                                         | Top down del estilo de "La catedral y el bazar"                                   | Bottom up del estilo de "La catedral y el bazar", usuario céntrico; desarrollo iterativo de aplicación |

## Motores de Wikis estructuradas
- TWiki
- JotSpot
- Trac, para el caso especial de venta de entradas (ticketing en inglés), pero permite tipos de entradas flexibles para cualquier contenido.